# Mount Fifi
Mount Fifi är ett berg i Kanada.   Det ligger i provinsen Alberta, i den centrala delen av landet, 3 000 km väster om huvudstaden Ottawa. Toppen på Mount Fifi är 2 621 meter över havet.
Terrängen runt Mount Fifi är varierad.Trakten runt Mount Fifi är nära nog obefolkad, med mindre än två invånare per kvadratkilometer.. Närmaste större samhälle är Banff, 9,2 km sydost om Mount Fifi.
I omgivningarna runt Mount Fifi växer i huvudsak barrskog.